# 로건 마셜그린
로건 마셜그린(Logan Marshall-Green, 1976년 11월 1일 ~ )은 미국의 배우이다.

## 출연 작품
- 데블 - 수리공 역
- 프로메테우스 (영화) - 찰리 할로웨이 역
- 위험한 유혹 - 주얼 역
- 콜드 컴즈 더 나잇 - 빌리 역
- 마담 보바리 - 로돌프 역
- 아이 포트 더 로우 - 스피도 제이크 역
- 더 사운드 앤 더 퓨리 - 달튼 에임스 역
- 비밀스러운 초대 - 윌 역
- 스노든
- 스파이더맨: 홈커밍 - 잭슨 브라이스/ 1대 쇼커 역
- 업그레이드 - 그레이 트레이스 역
- 댐네이션 - 크릴리 터너 역